# Grassette à grandes fleurs
Pinguicula grandiflora
Espèce
Classification phylogénétique
La grassette à grandes fleurs (Pinguicula grandiflora Lam.) est une espèce de plantes à fleurs de la famille des Lentibulariacées et du genre Pinguicula (les grassettes). C'est une plante herbacée vivace originaire des Pyrénées.
La grassette à grandes fleurs est une plante terrestre des pâturages, des rochers humides et des tourbières des montagnes.

## Description

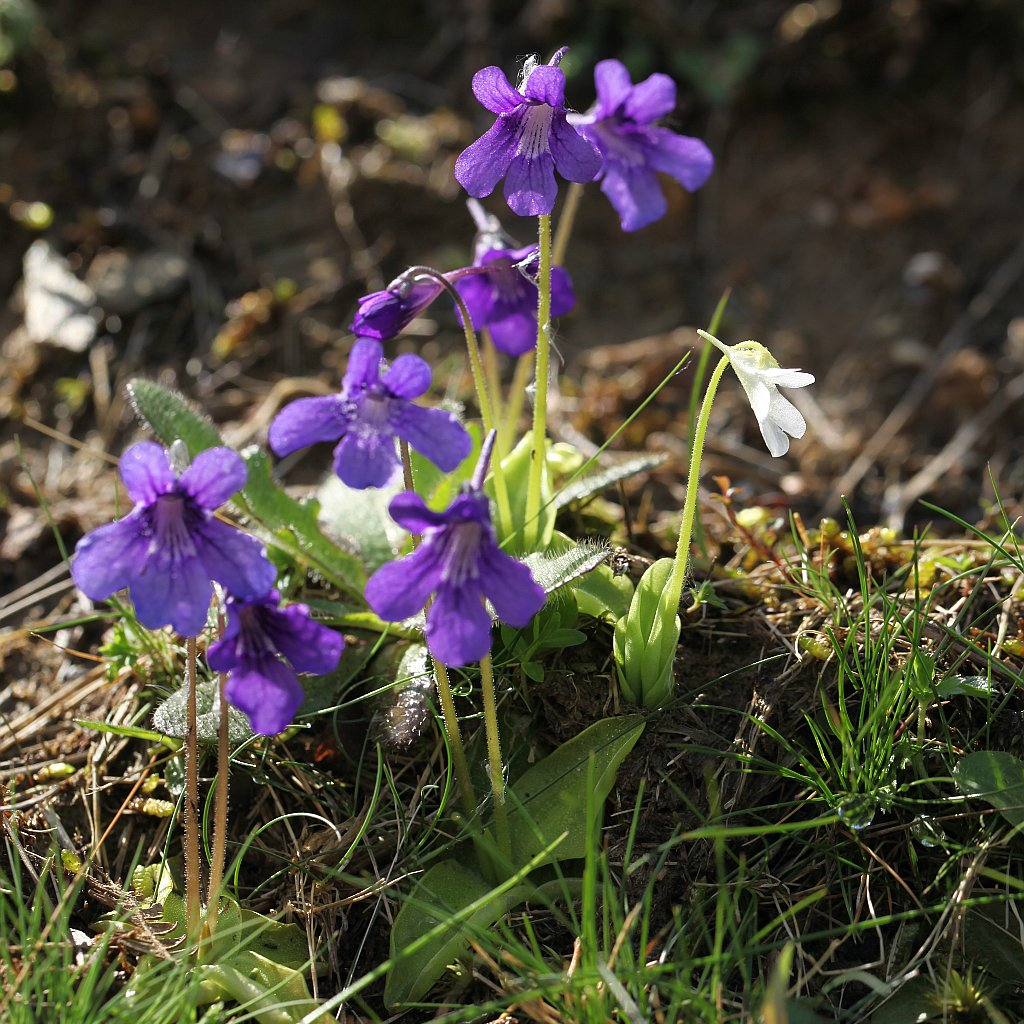
station de Pinguicula grandiflora avec un individu de forme chionopetra, Itxassou, France.

La grassette à grandes fleurs possède des feuilles vert tendre, oblongues, munies de poils glanduleux.
Les fleurs font 3 à 5 cm de long, sont zygomorphes et ont une palette de couleurs assez variée. En général bleu soutenu, elle peut être bleu pâle chez Pinguicula grandiflora subsp. grandiflora f. pallida ou rose chez Pinguicula grandiflora subsp. rosea (Mutel) Casper. Des individus à fleurs complètement blanches décrits sous le nom de Pinguicula grandiflora subsp. grandiflora f. chionopetra existent dans une population d'Irlande ainsi que près de Barèges dans les Pyrénées françaises, ou de façon isolée, au Pays Basque.
C'est une plante carnivore. Elle a un système dit semi-actif : les feuilles sont recouvertes de glu piégeant les insectes qui s'y posent et sont ensuite digérés par les sucs sécrétés.

## Biotope
C'est une plante de montagne qui apprécie les terrains très humides et les sols tourbeux, les pâturages et rochers humides des hautes montagnes.

## Localisation
On la trouve dans les prairies des montagnes pyrénéennes en France, en Andorre et en Espagne et jusqu'aux Corbières catalanes mais aussi en Irlande, dans le Jura en France et en Suisse, dans le Bugey, dans les Alpes en France (Alpes de la Savoie et de la Haute Savoie (Glières, Col du Cable), du Dauphiné, de la Provence) et en Italie, ainsi que dans le Massif central.

## Parasites et maladies
Les mulots, pucerons, botrytis, vers gris, escargots, limaces. Cependant, c'est probablement la plus facile à cultiver des espèces européennes.

## Protection
En dehors des Pyrénées où elle est abondante, cette espèce relativement rare est protégée en France. Elle figure en effet sur les arrêtés de protection régionaux des régions Auvergne, Rhône-Alpes et Franche-Comté (Article 1).

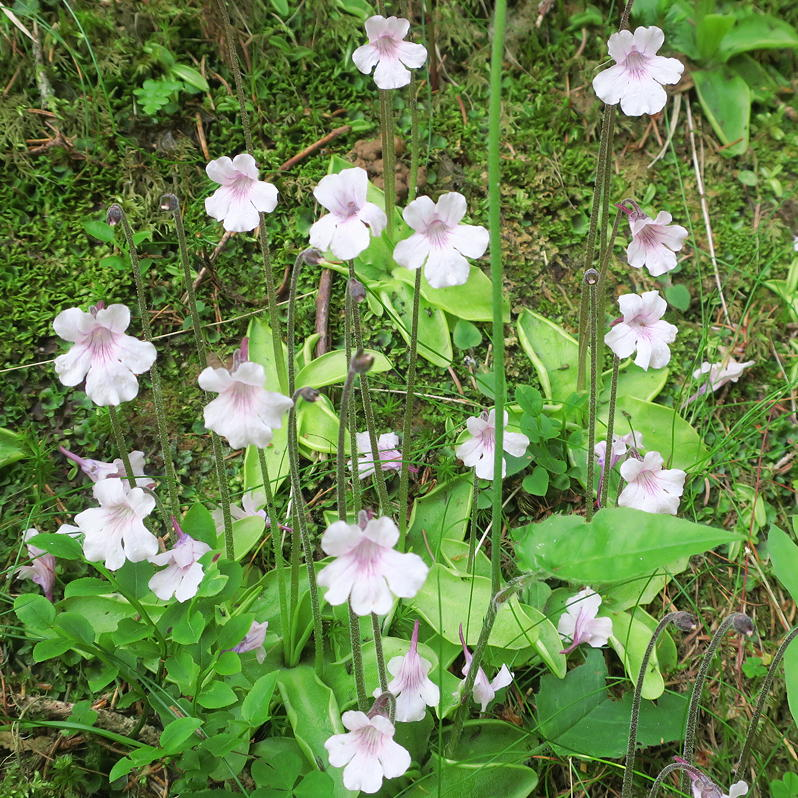
Station de grassettes à grandes fleurs sous espèce 'Rosea'